# Rivière Cadillac
Pour les articles homonymes, voir Cadillac.
La rivière Cadillac est un affluent du lac Cadillac, coulant dans les municipalités de La Motte et de Rivière-Héva, dans la municipalité régionale de comté (MRC) de La Vallée-de-l'Or, dans la région administrative du Abitibi-Témiscamingue, au Québec, au Canada.
La surface de la rivière Cadillac est généralement gelée annuellement de la mi-décembre à la mi-avril. Le cours de la rivière coule en territoire agricole et forestier.

## Géographie
Les bassins versants voisins de la rivière Cadillac sont :
- côté nord : lac Kapitagama, rivière Harricana, lac La Motte ;
- côté est : rivière Harricana, lac Malartic ;
- côté sud : lac Cadillac, lac Malartic, rivière Héva, Petite rivière Héva ;
- côté ouest : lac Preissac, lac Cadillac (lac Preissac), rivière Kinojévis.

La Rivière Cadillac prend sa source à l’embouchure d’un petit lac non identifié (altitude : 328 m). L’embouchure de ce lac est situé à 4,4 km à l'ouest de la rivière Harricana ; à 10,2 km au nord de l’embouchure de la rivière Cadillac ; à 39,9 km au nord-ouest du centre-ville de Val-d’Or ; à 64,9 km au nord-est du centre-ville de Rouyn-Noranda.
À partir de sa source, la rivière Cadillac coule sur 17,8 km selon les segments suivants :
- 6,1 km vers le sud-ouest en coupant le ch. De Preissac, la route 109 à deux reprises, puis le chemin Saint-Luc, jusqu’au chemin de la Mine ;
- 2,9 km vers le nord-ouest, puis le sud-ouest, jusqu’au chemin de la Mine ;
- 6,5 km vers le sud-ouest en coupant le chemin de la rivière Cadillac, jusqu’à un ruisseau (venant du sud) ;
- 2,3 km vers le nord-ouest, puis vers le sud-ouest, jusqu’à son embouchure[1].

L’embouchure de la rivière Cadillac se situe à :
- 5,7 km à l'ouest de la Baie du Canal du lac Malartic ;
- 16,4 km au sud-est de l’embouchure du lac Preissac ;
- 58,4 km au nord-est du centre-ville de Rouyn-Noranda ;
- 38,8 km au nord-ouest du centre-ville de Val-d’Or.

La rivière Cadillac se déverse sur la rive nord-est du lac Cadillac ; de là, le courant coule vers le nord-ouest en traversant le lac Cadillac, puis traverse le lac Preissac avant de se déverser dans la rivière Kinojévis, un affluent de la rivière des Outaouais.

## Toponymie
Le toponyme rivière Cadillac a été officialisé le 5 décembre 1968 à la Commission de toponymie du Québec, lors de sa création.